# Paul Sanders
Paul Sanders (* 11. Januar 1962 in London) ist ein ehemaliger britischer Leichtathlet.
Paul Sanders war Mitglied der britischen 4-mal-400-Meter-Staffel, die bei den Europameisterschaften 1990 Gold in dieser Aufstellung gewann: Paul Sanders, Kriss Akabusi, John Regis, Roger Black. Die Zeit von 2:58,22 min bedeutete Europarekord. Silber ging in diesem Finale an die Staffel der Bundesrepublik Deutschland, Bronze an die Staffel der DDR.
Sanders hatte bei einer Körpergröße von 1,78 m ein Wettkampfgewicht von 68 kg.